# Zapadni Bug
Zapadni Bug (ukr. Західний Буг, rus. Западный Буг, bje. Захо́дні Буг) je rijeka u Ukrajini, Bjelorusiji i Poljskoj duga 772 kilometra.
Zapadni Bug je lijeva pritoka Nareva, teče iz središnje Ukrajine prema zapadu, prolazi duž poljsko-ukrajinske (185 km) i bjelorusko-poljske (178 km) granice. U Poljskoj se ulijeva u Narev u blizini grada Serocka.
Zapadni Bug je povezan s Dnjeprom preko rijeke Muchavieca i Dnjeparsko-buškog kanala. Na rijeci nekoliko kilometara od Visokaje najzapadnija je točka Bjelorusije.
Ukupna površina sliva rijeke je 39.400 km2 od kojih je polovica 19.300 km2 ili 50 % u Poljskoj, malo više od četvrtine 11.400 km2 ili 26 % u Bjelorusiji i četvrtina 8700 km2 ili 24 % nalazi u Ukrajini.

## Pritoci
Lijevi: Poltva, Bukowa, Huczwa, Uherka, Włodawka, Krzna, Toczna, Liwiec, Kałamanka, Janów Podlaski, Uherka
Desni: Sołokija, Ług, Muchaviec, Leśna (Leśna Prawa, Leśna Lewa), Nurzec, Brok, Warenzhanka